# YG (rapper)
Keenon Dequan Ray Jackson (Compton, 9 maart 1990), bekend onder de artiestennaam YG (afkorting voor Young Gangsta) is een Amerikaanse rapper.

## Carrière
YG plaatste zijn eerste zelfgeproduceerde nummers “She’s a Model” en “Aim Me” op internet, waarna hij werd ontdekt en getekend door Def Jam in 2009. In juni 2010 kwam zijn mixtape The Real 4Fingaz uit samen met de single  "Toot It and Boot It" met Ty Dolla Sign, wat hem zijn eerste notering in de Amerikaanse hitlijsten opleverde. In september 2013 bracht hij de single "My Nigga" uit met Jeezy en Rich Homie Quan, wat in de Verenigde Staten dubbel platina werd.
YG bracht in maart 2014 zijn debuutalbum My Krazy Life uit. Dit album is volledig geproduceerd door DJ Mustard en bevat bijdagen van onder anderen Drake, Kendrick Lamar, Schoolboy Q en Jeezy. Het album werd door critici geprezen en was een commercieel succes. Hetzelfde jaar had hij een gastbijdrage op de hitsingle "Don't Tell 'Em" van Jeremih. In juni 2016 verscheen zijn tweede album Still Brazy.

## Discografie
Studioalbums
- My Krazy Life (2014)
- Still Brazy (2016)
- Stay Dangerous (2018)
- 4Real 4Real (2019)
- My Life 4Hunnid (2020)
- I Got Issues (2022)
- Just Re'd Up 3 (2024)